# Amphorella producta
Amphorella producta là một loài air-breathing land snail, a terrestrial gastropoda mollusca thuộc họ Ferussaciidae.
Nó là loài đặc hữu của Madeira, Portugal.